# Oneirology
Albums de CunninLynguists
Dirty Acres
(2007)
Singles
1. Stars Shine Brightest (In the Darkest of Night)
Sortie : 2011
2. Hard as They Come (Act I)
Sortie : 2011
3. Darkness (Dream On)
Sortie : 2011

Oneirology est le cinquième album studio de CunninLynguists, sorti le 15 mars 2011.
L'album s'est classé 34e au Top Heatseekers et 69e au Top R&B/Hip-Hop Albums.

## Liste des titres
| No  | Titre                                                                   | Contient un (des) sample(s) de                        | Durée |
| --- | ----------------------------------------------------------------------- | ----------------------------------------------------- | ----- |
| 1.  | Predormitum (Prologue)                                                  | Out of the Night de Taï Phong                         | 4:09  |
| 2.  | Darkness (Dream On) (featuring Anna Wise)                               |                                                       | 3:56  |
| 3.  | Phantasmata                                                             |                                                       | 1:54  |
| 4.  | Hard as They Come (Act I) (featuring Freddie Gibbs)                     |                                                       | 4:17  |
| 5.  | Murder (Act II) (featuring Big K.R.I.T.)                                | Guilt de Marianne Faithfull                           | 3:35  |
| 6.  | My Habit (I Haven't Changed)                                            | Oedipus d'Improved Sound Limited                      | 2:01  |
| 7.  | Get Ignorant                                                            | Up and Down d'Eloy                                    | 4:30  |
| 8.  | Shattered Dreams                                                        |                                                       | 3:39  |
| 9.  | Stars Shine Brightest (In the Darkest of Night) (featuring Rick Warren) | That Time of the Night (The Short Straw) de Marillion | 4:02  |
| 10. | So as Not to Wake You (Interlude) (Poppies de Buffy Sainte-Marie)       |                                                       | 1:24  |
| 11. | Enemies with Benefits (featuring Tonedeff)                              |                                                       | 3:54  |
| 12. | Looking Back (featuring Anna Wise)                                      |                                                       | 3:14  |
| 13. | Dreams (featuring Tunji et B.J. The Chicago Kid)                        |                                                       | 5:03  |
| 14. | Hypnopomp (Epilogue) (featuring Bianca Spriggs)                         |                                                       | 1:42  |
| 15. | Embers                                                                  | Ashes Are Burning de Renaissance                      | 2:55  |